# Pagosa Springs
Pagosa Springs é uma cidade  localizada no estado americano do Colorado, no Condado de Archuleta.

## Demografia
Segundo o censo americano de 2000, a sua população era de 1591 habitantes.
Em 2006, foi estimada uma população de 1684, um aumento de 93 (5.8%).

## Geografia
De acordo com o United States Census Bureau tem uma área de
11,5 km², dos quais 11,4 km² cobertos por terra e 0,1 km² cobertos por água. Pagosa Springs localiza-se a aproximadamente 2172 m acima do nível do mar.

## Localidades na vizinhança
O diagrama seguinte representa as localidades num raio de 64 km ao redor de Pagosa Springs.